# Philip Morris (imprenditore)
Philip Morris (Londra, 1835 – Londra, 1873) è stato un imprenditore britannico dell'industria del tabacco. L'azienda da lui creata a Londra fu l'embrione di quelle che poi diventeranno, nel ventesimo secolo, due tra le più grandi aziende del tabacco di tutto il mondo: la Philip Morris USA e la Philip Morris International.

## Biografia
Nacque nel quartiere londinese di Whitechapel. Nel 1847 la famiglia di Morris, il cui padre era un immigrato tedesco che aveva assunto il nome di Bernard Morris, aprì un negozio di vendita di tabacco e sigarette a Londra, in Bond Street.
Gli affari della neonata industria del tabacco britannica decollarono però con la guerra di Crimea (1853-1856). Quando i soldati tornarono dal fronte, infatti, essi diffusero la moda di fumare il tabacco utilizzando sigarette in stile turco fatte a mano invece che le classiche pipe, un'abitudine fino ad allora confinata solo tra i ceti sociali più poveri.
Sull'onda di tale successo, a partire dal 1854, Philip Morris iniziò a produrre sigarette in proprio. Le prime da lui realizzate e commercializzate, conosciute come "Philip Morris English Ovals", erano sigarette senza filtro e dalla caratteristica sezione ovale. La loro produzione, seppure in quantità limitata, continuerà fino al 14 luglio 2017 nonostante i numerosissimi cambi di proprietà dell'azienda.
Divenuto ormai un imprenditore affermato, nel 1870 Morris lanciò sul mercato altri marchi come le Cambridge e le Philip Morris Oxford Blues (in seguito chiamate Oxford Ovals e Philip Morris Blues). 
Alla morte di Philip, nel 1873, le redini dell'azienda furono prese da sua moglie Margaret e da suo fratello Leopold. Grazie a loro e ad un'alleanza con Joseph Grunenbaum, l'azienda, che aveva preso il nome di Philip Morris & Co. and Grunebaum Ltd., fu quotata sulla borsa di Londra a partire dal 1881. Il sodalizio con Grunebaum si interruppe nel 1885 e la compagnia divenne semplicemente la Philip Morris & Co., Ltd. 
Nel 1894 la famiglia Morris cedette il controllo della società a William Curtis Thomson e alla sua famiglia. Da qui si aprì poi il primo di numerosi nuovi capitoli per la storia della Philip Morris & Co. che la porteranno, nel ventesimo secolo, a diventare una delle più grandi holding del tabacco e del settore alimentare del mondo, dando poi origine alla Philip Morris USA (oggi parte del Gruppo Altria) e alla Philip Morris International.